# Lill-Malsjön (Degerfors socken, Västerbotten)
Lill-Malsjön är en sjö i Vindelns kommun i Västerbotten och ingår i Umeälvens huvudavrinningsområde. Sjön har en area på 0,278 kvadratkilometer och ligger 227 meter över havet. Sjön avvattnas av vattendraget Hjuksån.

## Delavrinningsområde
Lill-Malsjön ingår i det delavrinningsområde (714881-168618) som SMHI kallar för Utloppet av Lill-Malsjön. Medelhöjden är 243 meter över havet och ytan är 1,27 kvadratkilometer. Räknas de 22 avrinningsområdena uppströms in blir den ackumulerade arean 164,87 kvadratkilometer. Hjuksån som avvattnar avrinningsområdet har biflödesordning 3, vilket innebär att vattnet flödar genom totalt 3 vattendrag innan det når havet efter 115 kilometer. Avrinningsområdet består mestadels av skog (77 procent). Avrinningsområdet har 0,28 kvadratkilometer vattenytor vilket ger det en sjöprocent på 21,7 procent.